# Västerås Badmintonförening
Västerås Badmintonförening är en idrottsförening som bildades i februari 1950 i Västerås av ett flertal entusiaster som tränat sporten sedan 1940-talet. I september samma år anslöts föreningen till Riksidrottsförbundet. Under hela 50-talet var aktiviteten i föreningen hög med många seriespel, stads- och distriktsmatcher, för att sedan sjunka betydligt under 60-talet. Men efter att Bellevuestadion byggts i mitten på 70-talet tog aktiviteten ny fart, bland annat syns detta genom att medlemsantalet ökade med 1 000 %, från ca 40 till ca 400 medlemmar. Under 80-talet och 90-talet gick det bra för föreningens serielag som till slut tog sig till elitserien, den högsta serien. Under Västerås jubileumsår 1990 arrangerade föreningen också SM i badminton. 90-talet var dock föreningens storhetsperiod och man har under 00-talet åkt ur elitserien och ner i division 2. Föreningen är nu på väg tillbaka efter en svacka och kunde 2005 räkna upp drygt 200 aktiva ungdomar, med en jämn tillströmning av medlemmar. Föreningen är också representerad i u15-landslaget. Dessutom arrangerar föreningen de två tävlingarna "Arosfjädern" och "Arosträffen", där "Aros" anspelar på Västerås gamla namn Westra Aros.